# Lepidium
- Commons
- Wikispecies

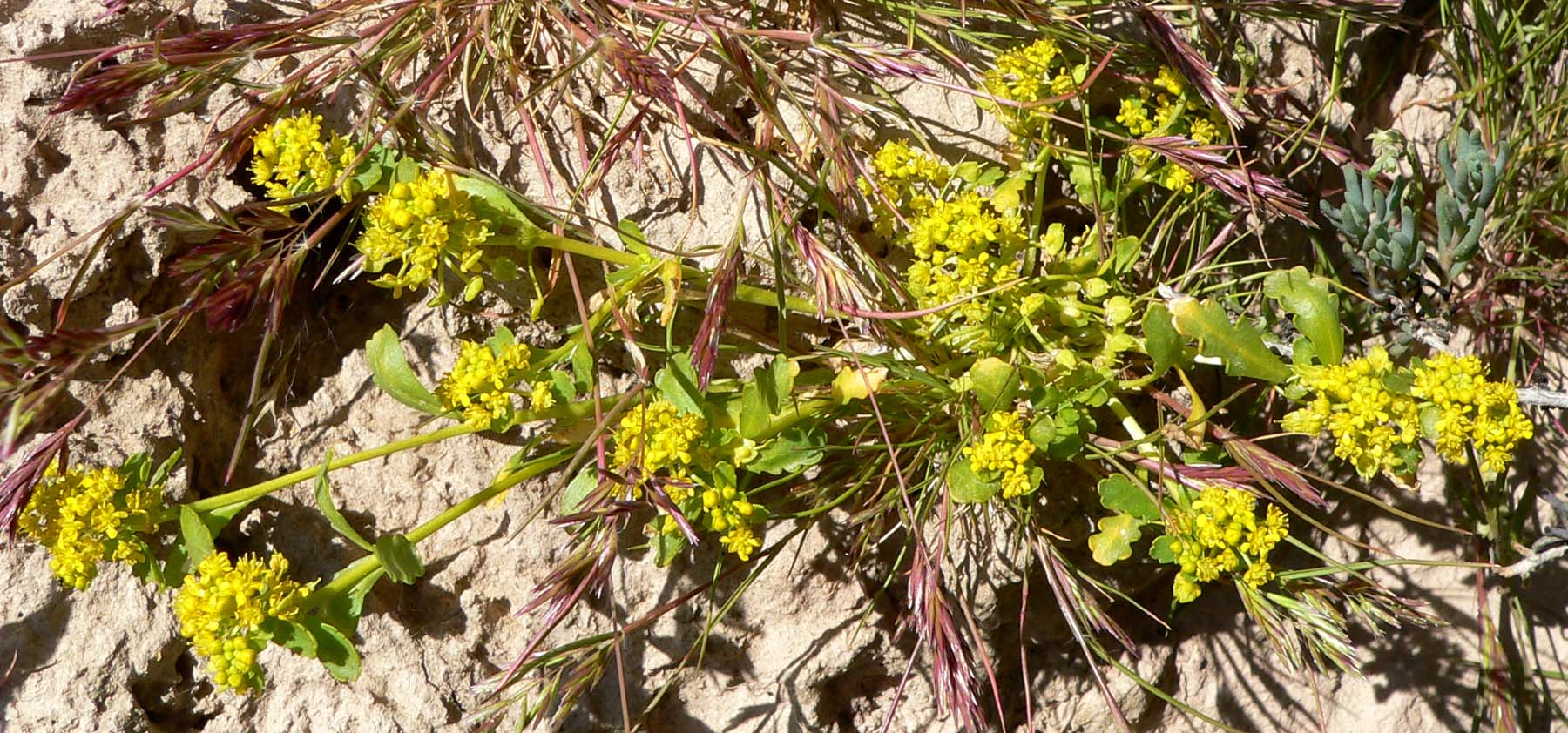
Lepidium flavum

O género botânico Lepidium faz parte da família das Brassicaceae, a que também pertencem as couves, a mostarda e os nabos. O nome científico vem do grego, e significa "pequena escama", em referência ao tamanho e forma dos frutos (síliquas).

## Espécies
| - Lepidium africanum - Lepidium alyssoides - Lepidium arbuscula - Lepidium austrinum - Lepidium barnebyanum - Lepidium bidentatum - Lepidium bonariense - Lepidium campestre - Lepidium cartilagineum ou Lepidium crassifolium - Lepidium crenatum - Lepidium davisii - Lepidium densiflorum - Lepidium dictyotum - Lepidium flavum - Lepidium fremontii - Lepidium graminifolium - Lepidium heterophyllum - Lepidium huberi - Lepidium hyssopifolium - Lepidium integrifolium - Lepidium jaredii - Lepidium lasiocarpum - Lepidium latifolium (Erva-pimenteira) | - Lepidium latipes - Lepidium meyenii - Lepidium montanum - Lepidium nanum - Lepidium nitidum - Lepidium oblongum - Lepidium ostleri - Lepidium oxycarpum - Lepidium papilliferum - Lepidium paysonii - Lepidium perfoliatum - Lepidium pinnatifidum - Lepidium pinnatisectum - Lepidium pseudodydima (tipo de agrião) - Lepidium ramosissimum - Lepidium ruderale (mastruço-bravo-maior) - Lepidium sativum (agrião-de-jardim) - Lepidium schinzii - Lepidium serra - Lepidium sordidum - Lepidium strictum - Lepidium thurberi - Lepidium virginicum |

- Lista completa

## Classificação do gênero
| Sistema | Classificação                         | Referência               |
| ------- | ------------------------------------- | ------------------------ |
| Linné   | Classe Tetradynamia, ordem Siliculosa | Species plantarum (1753) |